# 群馬司法書士会事件
群馬司法書士会事件（ぐんましほうしょしかいじけん）は強制加入団体の震災支援が団体員の思想・信条に反しないかが争われた判例。

## 概要
1995年1月17日に発生した阪神・淡路大震災で被災した兵庫県司法書士会を支援するために、同年2月25日に群馬司法書士会は臨時総会で兵庫県司法書士会へ3000万円を送ることを多数決で決定した。3000万円のうち2400万円を特別負担金として会員から集めることとし、同年4月から会員が登記を一件申請する度に50円の「特別支援証紙」を会から買って登記書に貼り付ける方法を取った
これに対して群馬県司法書士会に所属する司法書士7人は、司法書士会の目的は「会員の指導及び連絡」と定められており、司法書士会が義援金を支出したり、会員に義援金支払いを求めたりすることは「会の趣旨を逸脱する同会の目的外の行為。本来、やりたい人がやる筋合いのもので、強制にはなじまない。」として訴えを起こした。群馬司法書士会は「義援金は会の目的に沿うもので、その負担を会員に求めるのは当然」と反論した。
1996年12月3日に前橋地裁は「支援金を送るかどうか、仮に送るとしてもどのような方法でいくら送るかと言うことについては、各人の良心に基づいて自主的に決定すべき性質のものである」との判断を示して、原告の主張を全面的に認めて会員に負担金を支払う義務はないとする原告勝訴の判決を下した。
1999年3月10日に東京高裁は「司法書士会が災害救援資金の寄付など応分の負担をすることも社会的に相当と認められる限り、権利能力の範囲内にあるとみることができる」「寄附を求めることは会員の思想、信条の自由に何らかの制約になるとしても、その程度は軽微であり、会員の思想・信条などの精神的自由を根本的に否定する程ではない」として義援金の支払いは法的に問題ないとする判断を示し、そのうえで1件あたり50円の特別負担金について「会員の業務運営や生活を脅かすなどの協力義務を否定するほど過大なものとはいえず、財産権を侵害するものではない」として原告の請求を退ける逆転判決を言い渡した。原告は上告した。
2002年4月25日に最高裁は「寄付は会の権利能力の範囲内にあり、強制加入団体であることを考慮しても、会員の政治的、宗教的立場や思想信条の自由を害するものではなく、会員の協力義務を否定すべき理由はない」として上告を棄却し、原告敗訴の判決が確定した。5人中3人の多数意見であり、深沢武久裁判官は「額が目的範囲を逸脱し、協力義務を超えて無効」と、横尾和子裁判官は「目的範囲外」とする反対意見を述べた。

## 関連書籍
- 憲法判例研究会 編『憲法』（増補版）信山社〈判例プラクティス〉、2014年6月30日。ASIN 4797226366。ISBN 978-4-7972-2636-2。 NCID BB15962761。OCLC 1183152206。全国書誌番号:22607247。
- 伊藤塾『憲法』伊藤真 監修、弘文堂〈伊藤真の判例シリーズ〉、2005年12月。ASIN 4335304013。ISBN 4-335-30401-3。 NCID BA75430581。OCLC 676411494。全国書誌番号:20955302。
- 戸松秀典、初宿正典 編『憲法判例』（第8版）有斐閣、2018年4月。ASIN 4641227454。ISBN 978-4-641-22745-3。 NCID BB25884915。OCLC 1031119363。全国書誌番号:23035922。
- 佐藤幸治、土井真一 編『憲法』 1巻《基本的人権》、悠々社〈判例講義〉、2010年4月。ASIN 4862420125。ISBN 978-4-86242-012-1。 NCID BB0186625X。OCLC 703356567。全国書誌番号:21750873。